# 李良仁
李良仁（1956年—2017年2月7日），英文名Li Liang-jen，是出生於台灣的雕刻家，作品先後在世界各地展出，從德國、韓國、新加坡、奧地利及香港等，屢獲大獎。胞弟為知名劇場編導李永豐。

## 生平
李良仁出生1956年出生於臺灣嘉義縣布袋鎮，為家中長子。大學聯考考了五次才成功，最後錄取國立藝專（現為台灣藝術大學）雕塑科。
李良仁配偶為知名兒童插畫家官月淑，兩人同是嘉義同鄉，又是國立藝專的同學。
2017年2月14日家屬公開證實7日病逝，享壽61歲。

## 展覽與作品
| 年份 | 展覽與作品 |
| 2003 | - 公共藝術作品《98》台北市忠孝東路、大安路交叉口 遠東集團                                                                                   |
| 2002 | - 公共藝術作品《陽光飛行》、《飛行的魚》台北市天母天母廣場 - 《方寸之間》台灣第一屆2002年國際袖珍雕塑展 台北歷史博物館                      |
| 2001 | - 公共藝術作品《陽光之約》、《風動》新竹市西大路 遠東百貨公司 - 公共藝術作品《啟動新莊》台北縣新莊市中港路中港厝休閒廣場                    |
| 2000 | - 公共藝術作品《翔》、《曲線之美》台北市內湖區瑞光路 大都市建設 - 公共藝術作品《森林之歌》台北縣新莊市中正路 大都市建設                     |
| 1999 | - 李良仁「風與四季的對話」雕塑展 台北誠品畫廊 - 公共藝術作品《流動的雲》台北市仁愛路與建國南路口 - 公共藝術作品《千禧布袋》嘉義縣布袋鎮地標 |
| 1998 | - 公共藝術作品《彩色花園》、《風》、《陽光》、《花與蝴蝶》、《雲和種子的萌芽》新竹市武陵路、國泰建設荷蘭村社區                              |
| 1997 | - 雕塑雙個展 香港誰先覺畫廊 |
| 1996 | - 巨型裝置作品《天空-1996》台北市政府大樓中庭                                                                                               |
| 1995 | - 格拉茲國際雕塑研習營 奧地利 - 巨型裝置作品12週年館慶《天空-1995》台北市立美術館 - 巨型雕塑景觀作品落地生根活動《動》台北總統府廣場        |
| 1993 | - READS建築雕塑展 新加坡 |
| 1990 | - 亞洲九人新視覺 韓國漢城 |
| 1989 | - 台南國際雕塑創作營 台北國立藝術學院 |
| 1988 | - 台灣青年藝術家三人聯展 德國Esslingen美術館                                                                                                |